# Homer's Night Out
"Homer's Night Out" är avsnitt 10 från säsong ett av Simpsons och sändes 25 mars 1990. Avsnittet skrevs av Jon Vitti och regisserades av Rich Moore. I avsnittet köper Bart en spionkamera genom postorder och börjar ta bilder med den, när han tar en bild av Homer när han dansar med en magdans på en svensexa vill Marge att Homer tar med Bart till tjejen så han inte börjar se kvinnor som sexobjekt för att få honom att lära känna henne. Sam McMurray gästskådespelar i avsnittet som Gulliver Dark. Avsnittet var det näst mest sedda avsnittet på Fox under veckan, och finns med i videoutgåvan "The Simpsons Gone Wild".

## Handling
Bart köper en spionkamera från en postorderkatalog och börjat ta bilder med kameran, när Homer är ute med sina arbetskompisar på en svensexa tar Marge med sig barnen till fiskrestaurangen Rusty Barnacle, vilket är samma plats som svensexan. Bart lämnar middagsbordet för att ta lite bilder i restaurangen och upptäcker svensexan i ett intilliggande rum och kommer in i rummet då Homer dansar med magdansösen, Prinsessan Kashmir och Bart tar en smygbild när Homer sätter en sedel i dansösens trosa. Bart visar bilden för sina klasskompisar och gör en kopia till Milhouse och Lewis som börjar ta egna kopior för att ge fotot till sina vänner och bilden blir snart tryckt i flera hundra exemplar. Några dagar senare ser Marge en kopia av bilden i ett gym som hon tränar i och river loss bilden från anslagstavlan för att få Homer att förklara sig när han kommer hem. Då Homer kommer hem och Marge vill ha en förklaring till bilden kommer det fram att det är Bart som tagit bilden och Marge kastar ut Homer som sover hemma hos Barney.
Nästa dag smyger Homer hem igen för att få förklara sig men det visar sig att Marge inte är arg över vad Homer gjort utan att Bart såg det och antar att kvinnor är sexobjekt och inga människor. Marge kräver att Homer tar med sig Bart till dansösen så att han ska få reda på att hon är riktig kvinna. Homer tar ut med Bart till stadens strippklubbar för att hitta henne och hittar henne efter lite letande. Precis innan Kashmir ska genomföra ett nummer presenterar Homer Bart till henne och hon berättar lite om sig själv, som att hennes namn egentligen är Shauna Tifton. Homer råkar sen komma upp på scenen där Gulliver Dark uppträder och publiken känner igen honom från fotot och Homer berättar för dem och Dark hur man ska behandla kvinnorna rätt och inte som sexobjekt. Marge har följt efter dem och ser vad Homer gör och börjar kyssa Homer på scenen.

## Produktion
Avsnittet skrevs av Jon Vitti och regisserades av Rich Moore. Barneys lägenhet är baserat på lägenheten som Jim Reardon och Moore, tillsammans med ett par andra animatörer delade i college. En av klubbarna som Bart och Homer besöker då de letar upp Kashmir är baserat på Seventh Veil Strip Club i Los Angeles. För att få tips inför avsnittet tog de flera bilder av strippklubbar i Hollywood. Karaktärdesignaren designade över 50 olika kostymer för flickorna i strippklubbarna.

## Mottagande
Avsnittet hamnade på plats 14 över mest sedda program med en Nielsen ratings på 16.9 och var det näst mest sedda på Fox under veckan. David B. Grelck på WDBG Productions gav avsnittet betyg 4 av 5 och anser att det är av hans två favoriter från säsongen eftersom den låter oss visa att Homer verkligen älskar Marge utan att visa sentimentalitet, och han anser att avsnittet är konstigt, fånigt och roligt. Colin Jacobson på DVD Movie Guide har skrivit i sin recension att idén att Marges är arg på Homer har funnits i alla säsonger, i det här avsnittet har de lyckats erbjuda en underhållande affär. Det var kul att se Homer behandlas som en gud då han dansade av sina arbetskompisar. Han anser att avsnittet erbjuder några trevliga stunder och har en bra kvalitet och inga toppar. David Packard på DVD Verdict har skrivit att avsnitt har några dåliga animeringar och röstinspelningar som de andra avsnitten från första säsongen. Problemet Packbard ser med avsnittet är att det inte är särskilt roligt och han skrattade bara ett par gånger.